# Prisonniers de guerre de la Première Guerre mondiale en Russie

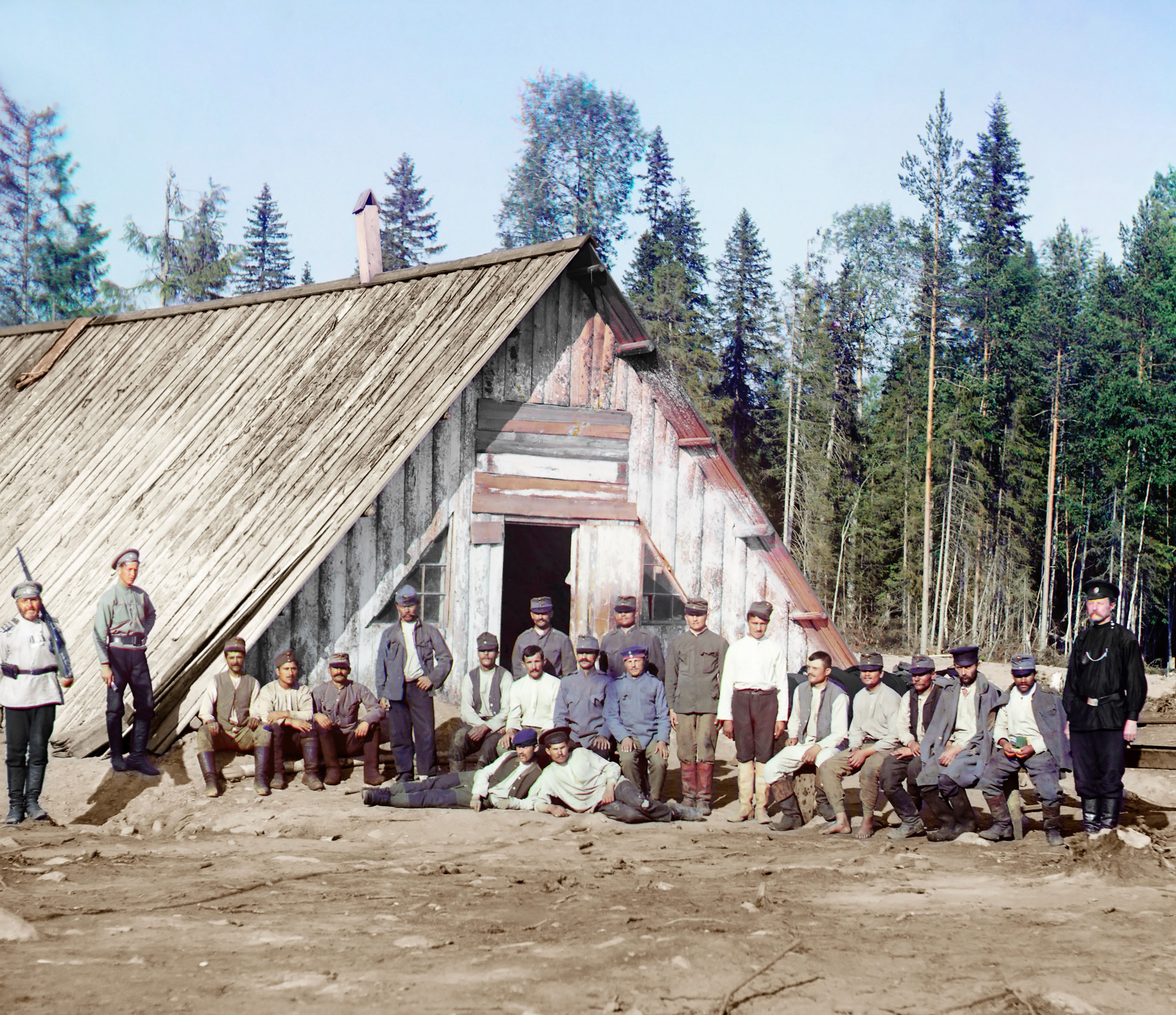
Prisonniers autrichiens dans la province d'Olonets

Les prisonniers de guerre de la Première Guerre mondiale en Russie  comprennent une majorité d’Austro-Hongrois, plus de 2 000 000, 167 000 Allemands et 50 000 Ottomans. Avec l'Allemagne, la Russie est le pays en ayant le plus grand nombre au cours de ce conflit.

## Causes
Le nombre important de prisonniers austro-hongrois, double de celui des prisonniers russes en Autriche-Hongrie, est la conséquence des désastres subis par l’armée austro-hongroise au début de la guerre, résultant de la priorité donné par l’état-major russe au front autrichien notamment lors de la bataille de Lemberg (1914) puis du siège de Przemyśl (1914-1915) et du recul du front autrichien en juin 1916 lors de l'offensive Broussilov (1916). Un manque de combativité, des défaillances de certaines unités ont également contribué à cette disproportion. Si, dans l’ensemble, les peuples de l’Autriche-Hongrie ont suivi la mobilisation générale au début de la guerre, par la suite la cohésion faiblit. Ainsi, le 28e régiment d’infanterie originaire de Prague se rend aux Russes le 27 avril 1915, des régiments ruthènes et tchèques se rendent ou désertent au cours des batailles de juin 1916.
Au contraire, face à l'armée allemande, l'armée russe est largement dominée et doit reculer en abandonnant une grande partie de son territoire, d'où une forte disproportion dans le nombre de prisonniers : les Allemands capturent au total 1 434 000 Russes.

## Conditions de vie
La mortalité élevée des prisonniers en Russie au cours de l’ensemble de la guerre, d'environ 17,6 %, nettement plus que celles des prisonniers en Autriche (7 %), en France (5,3 %) et en Allemagne (3,5 %) est principalement la conséquence de l’impréparation de la Russie à un tel afflux, de l’absence de locaux disponibles qui oblige à utiliser dans une première période des bâtiments divers tels que granges, usines désaffectées, maisons privées, de conditions climatiques et de transport éprouvantes (longues marches épuisantes, voyages ferroviaires interminables), non de persécutions, ni d’une politique punitive. Au contraire, la plupart des anciens prisonniers ont témoigné de bons traitements et d’un accueil amical de la part des Russes.
À partir de 1916, la mortalité a baissé après l'aménagement de camps et les changements d’organisation qui ont amélioré les conditions sanitaires, grâce également à l’assistance apportée par l’Autriche-Hongrie et l’Allemagne à leurs ressortissants.
Parmi les prisonniers, les Slaves, nombreux parmi les Austro-hongrois (Tchèques, Slovaques, Slaves du Sud), ont été privilégiés et fréquemment logés à part. Les Russes leur ont proposé de s'enrôler dans des brigades : environ 10 % des prisonniers slaves se sont portés volontaires.
Cette discrimination eut peu d’effet en raison de la pauvreté générale. Les rations et les conditions de vie, très variables, ont été fonction de la nature du travail et du hasard des affectations plus que de l’origine ethnique.
Les prisonniers ont été utilisés dans l’agriculture (460 000 en mai 1916), à des travaux de voirie (140 000 en mai 1916) , dans l'industrie (1 640 000) . Les prisonniers ont constitué une part importante de la main d’œuvre de plusieurs branches de l'économie, 60 % dans les mines de fer, 30 % des ouvriers des fonderies, en raison de la faible rémunération.

## Retour des prisonniers

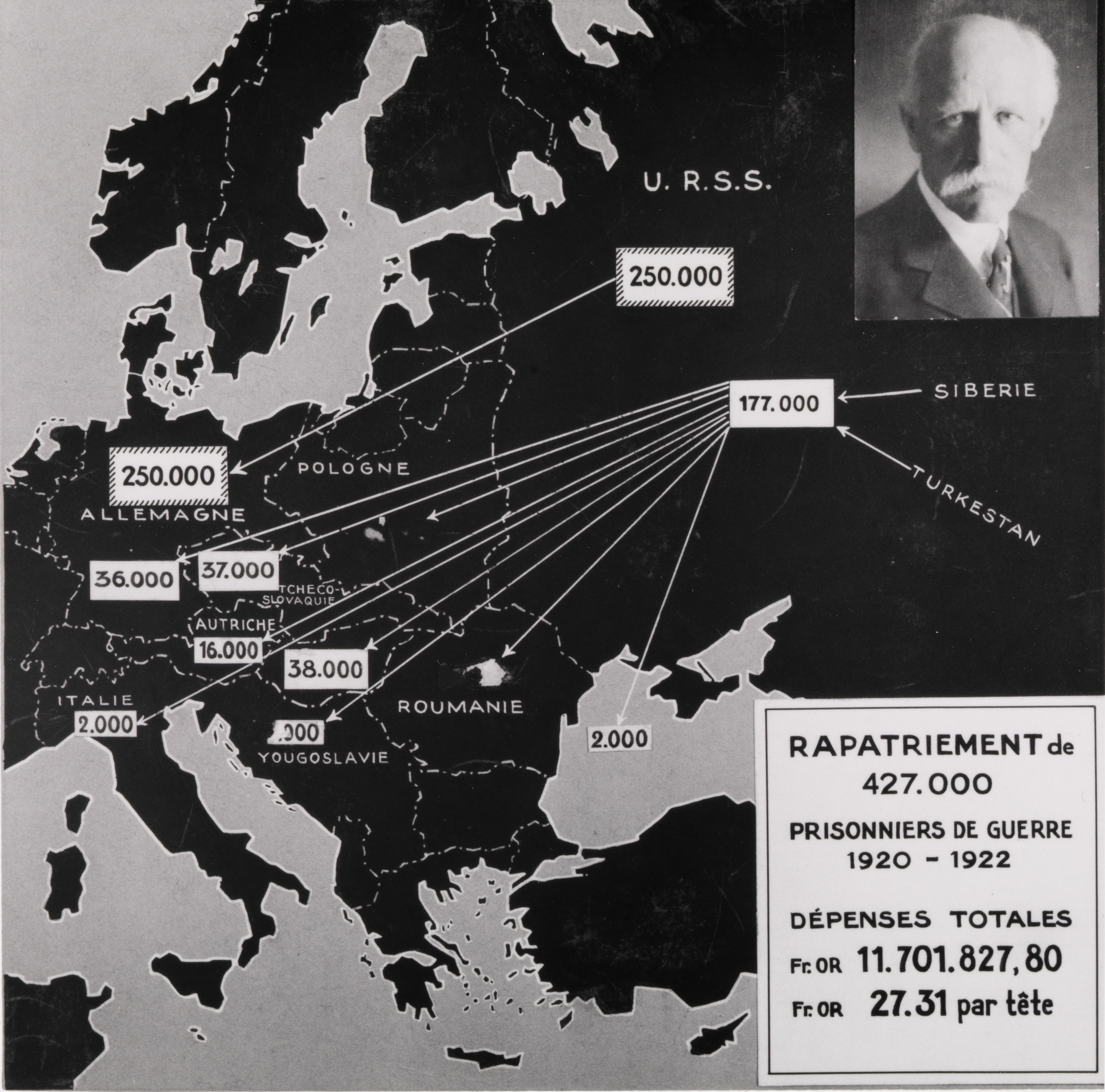
Rapatriement de 1920 à 1922

Le traité de Brest-Litovsk prévoyait la libération des prisonniers des deux camps. Ceux détenus en Russie, en majorité Austro-Hongrois soit environ 2 millions furent rapatriés à partir de mars 1918. Ce retour fut assez lent (moins de 500 000 au début de l’été).
Les premiers prisonniers libérés furent réincorporés dans l’armée austro-hongroise après une quarantaine de 3 semaines, un interrogatoire serré puis une permission de quatre semaines.
Ce retour dans l'armée s’est accompagné d’actes de désobéissance, de mutineries et désertions de soldats qui avaient espéré la guerre terminée.
Par la suite, la guerre civile retarde jusqu'en 1922 le rapatriement des prisonniers encore présents en Russie.